# 월간야담
월간야담(月刊野談)은 일제강점기 한국에서 1934년 10월 윤백남이 창간한 야담 전문 잡지다. 윤백남은 제작겸발행자로 1938년 11월(통권 46호)까지 발행했으며, 1939년 5월 박희도가 제작겸발행자로 다시 발행했으나, 1939년 10월 통권 55호를 마지막으로 폐간되었다.

## 내용
참가 작가로는 윤백남, 신정언, 김동인, 양백화 등이며, 특히 윤백남은 신십이야화(新十二夜話)라는 기획 주제로 창간호부터 12호까지 야담을 수록할 정도로 역사적기담만재(歷史的奇談滿載)를 수록한 잡지였다. 내용은 전대 야담을 수용하면서 애정 또는 기담을 중심으로 한 대중잡지로, 출간 이후 일제강점기 대중에게 상당한 인기를 끌었다. 근대 야담의 대중화를 위한 가치정립으로 문학의 대중화를 이루었다는 평을 받는다.

## 배경
1920년 ~ 1930년대의 사회문화적 배경은 “조선적인 것”에 대한 열풍이 고취되었던 시기다. 이 열풍은 자연히 역사에 대한 관심으로 연결되었고, 월간야담에 수록된 글들은 현재보다 “역사적 사건”에서 야담의 소재를 얻었다. 이는 역사를 통한 민중의 계몽으로도 해석한다.
또한 원고는 반드시 순한글로 쓰도록 했고, 재료는 인물,전설,기담,신화 중에서 채택하도록 했다.(1935년 1월 월간야담 제1권 제4호)
얄팍한 현대문학으로서 두툼한 조선재래의 정서에 잠겨보자 그리하야 우리의 이저진 아름다운 애인을 그속에서 차저보자— 백남, 월간야담 창간호 권두언 1934년 10월

1936년 10월에는 김동인이 《야담》을 창간해서 야담을 주제로 한 근대시대 대중잡지가 경쟁체제로 접어들었다.